# Tuberastyochus
Tuberastyochus is een kevergeslacht uit de familie van de boktorren (Cerambycidae). De wetenschappelijke naam van het geslacht werd voor het eerst geldig gepubliceerd in 1959 door Gilmour.

## Soorten
Tuberastyochus is monotypisch en omvat slechts de volgende soort:
- Tuberastyochus tenebrosus (Bates, 1881)